# ماتيو رينزي
ماتّيو رينزي (وتكتب أيضاً رينتسي) (بالإيطالية: Matteo Renzi) (و. 11 يناير 1975 في فلورنسا) هو سياسي إيطالي. تولى رئاسة مجلس الوزراء في إيطاليا منذ 22 فبراير 2014، وأصبح أمينا للحزب الديمقراطي الإيطالي بعد انتخابه في 8 ديسمبر 2013. كان رئيساً لمقاطعة فلورنسا بين عامي 2004 و2009 وعمدة مدينة فلورنسا من سنة 2009 حتى سنة 2014، حين كلفه الرئيس جورجو نابوليتانو بتشكيل حكومة جديدة خلفاً لإنريكو ليتزا.
عن عمر 39 سنة، أصبح أصغر رؤساء مجلس الوزراء سناً في تاريخ ما بعد وحدة إيطاليا والوحيد الذي عمل عمدةً لمدينة بدلاً من عضو مجلس النواب قبل استلامه رئاسة الحكومة.

## بداية حياته وأعماله
ولد ماتيو رينزي عام 1975 في فلورنسا، حيث حصل على شهادة بكالوريوس في القانون من جامعة فلورنسا. انضم إلى حزب الشعب الإيطالي في عام 1996، وأصبح ممثلاً للحزب في مقاطعته عام 1999. انتخب رئيساً لمقاطعة فلورنسا في سنة 2004 بعد فوزه بنسبة 59% في الانتخابات التي جرت في 12 يونيو 2004 والذي مثل فيها تيار يسار-الوسط.
أعلن ماتيو رينزي نيته ترشيح نفسه لمنصب عمدة مدينة فلورنسا بعد خمس سنوات من رئاسته للمقاطعة. وفي التاسع من يونيو 2009، وبعد أن انضم إلى الحزب الديمقراطي، تمكن من فوز انتخابات رئاسة المدينة بنسبة 48% ضد منافسه جيوفاني غالي، من تيار يمين-الوسط، والذي حصل على 32% من الأصوات.
تمكن رينزي من تحقيق بعض الإنجازات أثناء شغله منصب عمدة فلورنسا، إذ قام بتنصيب أكثر من 500 نقطة إنترنت لاسلكي في المدينة، وتمكن من تسريع عمليات التسجيل في رياض الأطفال بنسبة 90% وزيادة دعم البلدية في مجالي الرفاه الاجتماعي والمدارس العامة. وأثناء توليه منصب رئيس البلدية أيضاً، تم اعتماد مخطط عمراني لمدينة فلورنسا يمنع إنشاء مبان جديدة ويفرض إعادة استخدام وترميم المباني الأثرية، ويمنع بمرور السيارات، باستثناء الكهربائية منها، في بعض المناطق القديمة للمدينة وتم كذلك تخصيص مناطق للمشاة فقط.
نظم ماتيو رينزي ملتقى عاماً في محطة ليوبولدا في فلورنسا بعد مرور عام واحد من شغله منصب العمدة وبعد أن بدأت شهرته بالازدياد. ناقش الملتقى الشؤون السياسية الإيطالية بشكل عام وركز على ضرورة تجديد الطبقة السياسية الإيطالية وإجراء تغييرات جوهرية في حزبه، مما دعت وسائل الإعلام المحلية إلى إعطائه لقب «المدمّر» (بالإيطالية: il Rottamatore). وفي عام 2011، نظم ملتقى ثانياً شبيها بالأول في المكان ذاته.
تلقى رينزي الكثير من الانتقادات من قبل أعضاء حزبة حينما أدلى بصريحات دعا فيها جميع السياسيين الذين ينتمون إلى نفس جيل سيلفيو برلسكوني إلى التوقف والتراجع عن العمل السياسي.
في سبتمبر 2012، أعلن رينزي نيته قيادة اليسار الإيطالي في الانتخابات النيابية لعام 2013، ولكنه لم ينجح في هزيمة منافسه وأمين الحزب الديمقراطي آنذاك بيير لويجي برساني، في الانتخابات التمهيدية التي أجرتها أحزاب يسار الوسط في ديسمبر 2012.

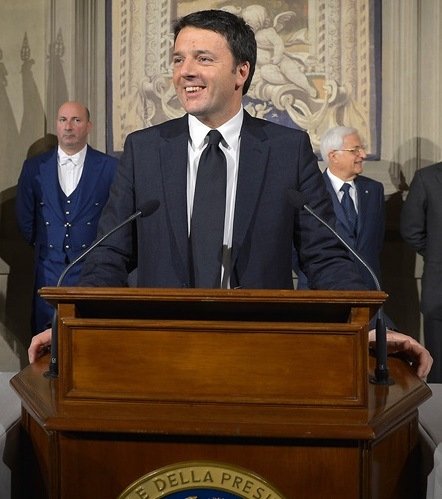
رينزي يعلن تشكيل حكومته.

## رئاسة الحزب الديمقراطي
بعد استقالة أمين الحزب الديمقراطي بيير لويجي برساني في أبريل 2013، سعى رينزي إلى قيادة الحزب الديمقراطي، وتمكن بالفعل من الفوز في اتخابات الحزب وبنسبة فاقت 68% من الأصوات، وتم تنصيبه أميناً عاماً للحزب الديمقراطي بشكل رسمي في 15 ديسمبر 2013 في اجتماع للهيئة العامة الجديدة للحزب.

## رئاسة مجلس الوزراء
استقال رئيس مجلس الوزراء إنريكو ليتا في 14 فبراير 2014، بعد أن صوتت الهيئة الإدارية للحزب الديمقراطي ضد أداء حكومته في اجتماع دعا إليه رينزي. وسرعان ما طالب رئيس الجمهورية جورجو نابوليتانو من رينزي تشكيل حكومة جديدة، وبعد إجراء مشاورات مع قادة الأحزاب والتيارات الأخرى، والتي تم بث بعض منها مباشرة على الإنترنت، تمكن رينزي من تشكيل فريق حكومته في 21 فبراير 2014.
ضم رينزي في حكومته أعضاءً من الحزب الديمقراطي وتيار يمين الوسط الجديد واتحاد الوسط وتيار «الخيار المدني».
في 11 مارس، وافق مجلس النواب الإيطالي على مشروع قانون انتخابي جديد اقترحه رينزي بالاتفاق مع سيلفيو برلسكوني، والذي سيغير آلية الانتخاب وتوزيع المقاعد ويغير صلاحيات ودور مجلس الشيوخ.

## عمدة فلورنسا
بعد خمس سنوات كرئيس لمقاطعة فلورنسا، أعلن رينزي أنه سيسعى ليُنتخب عمدة لمدينة فلورنسا. في 9 يونيو 2009، فاز رينزي، الذي أصبح الآن عضوًا في الحزب الديمقراطي (بّي دي)، في الانتخابات في الجولة الثانية بنسبة 60 بالمئة من الأصوات، مقارنة بنحو 40 بالمئة لمنافسه جوفاني جالي. بصفته عمدة، قلل عدد أعضاء مجلس المدينة إلى النصف، وزود 500 نقطة وصول مجانية لشبكة واي فاي في جميع أنحاء المدينة، وخفض قوائم انتظار رياض الأطفال بنسبة 90 بالمئة، وأكثر الإنفاق على برامج الرعاية الاجتماعية والمدارس.
بعد عام واحد من أداء اليمين الدستورية كرئيس للبلدية ومع تزايد شعبيته في استطلاعات الرأي الوطنية، نظم رينزي لقاءً عامًا مع مسؤولة حزب صغير آخر، ديبورا سيراتشياني، في محطة ليوبولدا في فلورنسا لمناقشة السياسة الإيطالية، بعد أن صرح بأن التغيير الكامل ضروري أيضًا في حزبه. ومن أعضاء بّي دي البارزين الآخرين الذين تحالفوا مع برنامج رينزي هم ماتيو ريتشيتي، رئيس المجلس الإقليمي لإميليا رومانيا، ودافيدي فاروني، مستشار إقليمي من الجمعية الإقليمية في صقلية، وجوزيبي سيفاتي، عضو بارز في بّي دي في لومبارديا وعضو المجلس الإقليمي لومبارديا.
بعد هذا الاجتماع العام في أغسطس 2010، أعطت وسائل الإعلام الإيطالية رينزي لقب («المشاكس») في أكتوبر 2011، نظم رينزي اجتماعًا عامًا ثانيًا، أيضًا في فلورنسا، حيث كتب مئة موضوع للنقاش. خلال هذا الوقت، بدأ يتعرض لانتقادات شديدة من قبل أعضاء آخرين في حزبه مثل سكرتير الحزب الديمقراطي آنذاك بيير لويجي برساني، بعد اقتراحه أن السياسيين الإيطاليين من نفس جيل رئيس الوزراء آنذاك سيلڤيو برلسكوني يجب أن يتقاعدوا. في سبتمبر 2012، أعلن رينزي أنه سيسعى لقيادة تحالف يسار الوسط في الانتخابات العامة الإيطالية لعام 2013. المرشحون الأربعة الآخرون لهذا المنصب هم بيير لويجي برساني، سكرتير الحزب الديمقراطي، ونيشي فيندولا، زعيم حرية البيئة اليسارية، ولورا بوباتو، نائبة الحزب الديمقراطي من فينيتو، وبرونو تاباتشي، زعيم المركز الديمقراطي. تعرض ترشيحه لانتقادات من قبل بعض أعضاء الحزب الديمقراطي البارزين، ومن بينهم روزي بيندي، وماسيمو داليما، وستيفانو فاسينا، وفندولا.
بعد الجولة الأولى من الانتخابات التمهيدية لليسار الوسط الإيطالي لعام 2012، حصل رينزي على 35.5 بالمئة من الأصوات، وحل في المركز الثاني بعد بيرساني وتأهل للاقتراع الثاني. حصل رينزي في النهاية على إجمالي 39 بالمئة من الأصوات مقابل 61 بالمئة لبيرساني. خلال حملة الانتخابات العامة لعام 2013، دعم رينزي برساني من خلال تنظيم مسيرات عامة كبيرة لدعمه في فلورنسا. في الانتخابات، حصل الحزب الديمقراطي على 25.5 بالمئة فقط من الأصوات، على الرغم من استطلاعات الرأي التي وضعت الحزب بنسبة 30 بالمئة تقريبًا. في الانتخابات الرئاسية الإيطالية لعام 2013، تسبب رينزي في جدل بسيط من خلال انتقاده علنًا لترشيحات كل من فرانكو ماريني وآنا فينوكتشيارو، وهما عضوان في الحزب الديمقراطي منذ فترة طويلة.

## حياته الشخصية
ماتيو رينزي متزوج من أنييزي لاننديني، معلمة تعمل بدوام جزئي في مدرسة ثانوية في فلورنسا ولديه ثلاثة أبناء.

## روابط خارجية
- ماتيو رينزي على موقع IMDb (الإنجليزية)
- ماتيو رينزي على موقع الموسوعة البريطانية (الإنجليزية)
- ماتيو رينزي على موقع مونزينجر (الألمانية)
- ماتيو رينزي على موقع قاعدة بيانات الفيلم (الإنجليزية)